# Zatoka Magdaleny
Zatoka Magdaleny, Bahía Magdalena – zatoka na meksykańskim wybrzeżu Półwyspu Kalifornijskiego w stanie Kalifornia Dolna Południowa. Zatoka Magdalena leży na terenie gminy Comondú, od otwartego oceanu jest oddzielona piaszczystymi wysepkami Isla Magdalena i Isla Santa Margarita oraz kilkoma mniejszymi. Zatoka ma kształt wydłużonej soczewki o wymiarach 50 km długości na około 15 km szerokości w najszerszym miejscu. U brzegów zatoki są zlokalizowane dwa niewielkie porty San Carlos i Puerto López Mateos.
Zatoka jest między innymi rejonem rozrodu pływacza szarego jedynego gatunku walenia z rodziny pływaczowatych, co sprawia, że jest to uznany, atrakcyjny rejon obserwacji tego ssaka.
Zatoka jest także terenem komercyjnego i sportowego połowu ryb. Brzegi zatoki od strony półwyspu są bagniste porośnięte roślinnością mangrową, o bogatym w rośliny i zwierzęta ekosystemie, co sprawia, że jest ona celem obserwacji ornitologicznych.